# Fördrivningen av tyskar efter andra världskriget

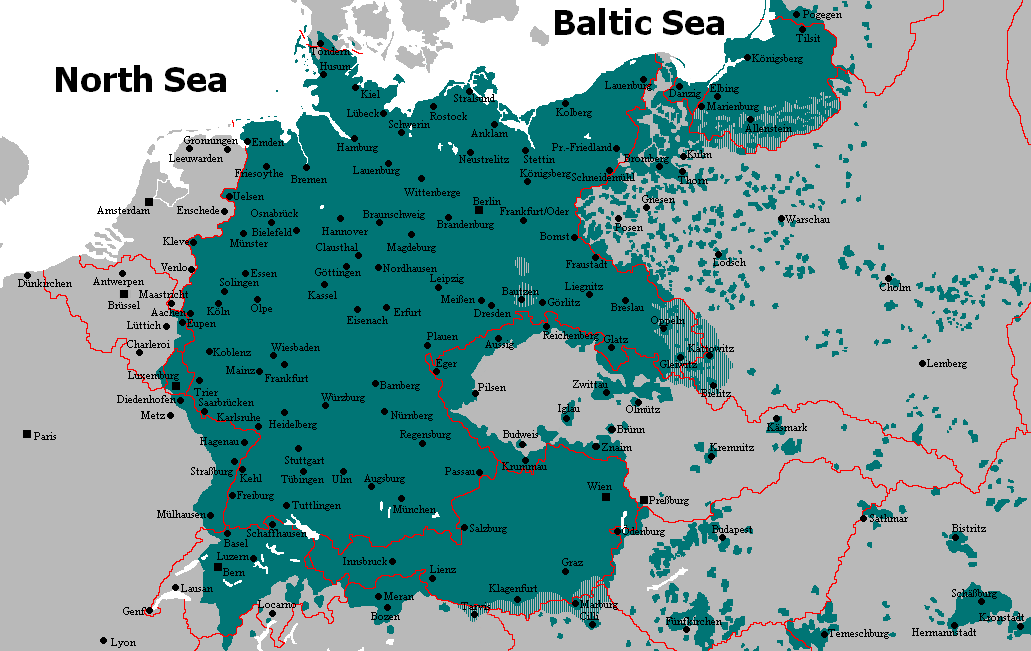
Utbredningen av tysktalande före första världskriget och den därefter följande fördrivningen, med Tysklands gränser år 1937.

Efter andra världskriget blev uppskattningsvis 12 miljoner tyskar flyttade, tvångsförflyttade (umgesiedelt) eller fördrivna (vertrieben) från sina hem i tidigare tyska och tysktalande områden, bland annat Sudetlandet, Pommern, Schlesien och Ostpreussen.

## Dödsfall

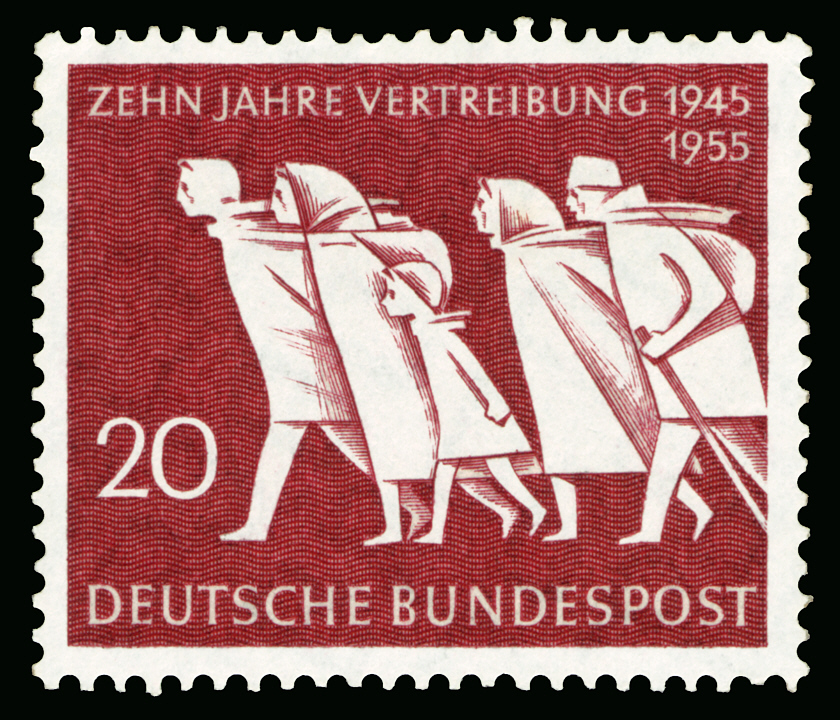
Ett västtyskt frimärke från 1955 till minne av den etniska rensningen i bland annat Tjeckoslovakien 1945.

De flesta uppskattningar av antalet döda från fördrivningen ligger i intervallet 500 000 – 2 000 000 varav det absoluta flertalet var kvinnor och barn, då männen till övervägande del redan befann sig som krigsfångar i allierade fång- och arbetsläger. Även civila sattes i arbetsläger, ofta före detta tyska koncentrationsläger som fortsatte men med nya fångar. Exempelvis i Polen fanns läger som Jaworzno, Potulice, Łambinowice, Zgoda och andra. Eftersom Polen saknade befolkning för att kunna besätta de annekterade territorierna försökte man i vissa läger polonisera delar av den tyska befolkningen, dvs. ”rehabilitera” vissa av dem som kunde ha polsk anknytning, men i verkligheten var detta ett program för slavarbete. Ungefär 200 000 etniska tyskar dog i dessa polska läger.

## Potsdamkonferensen

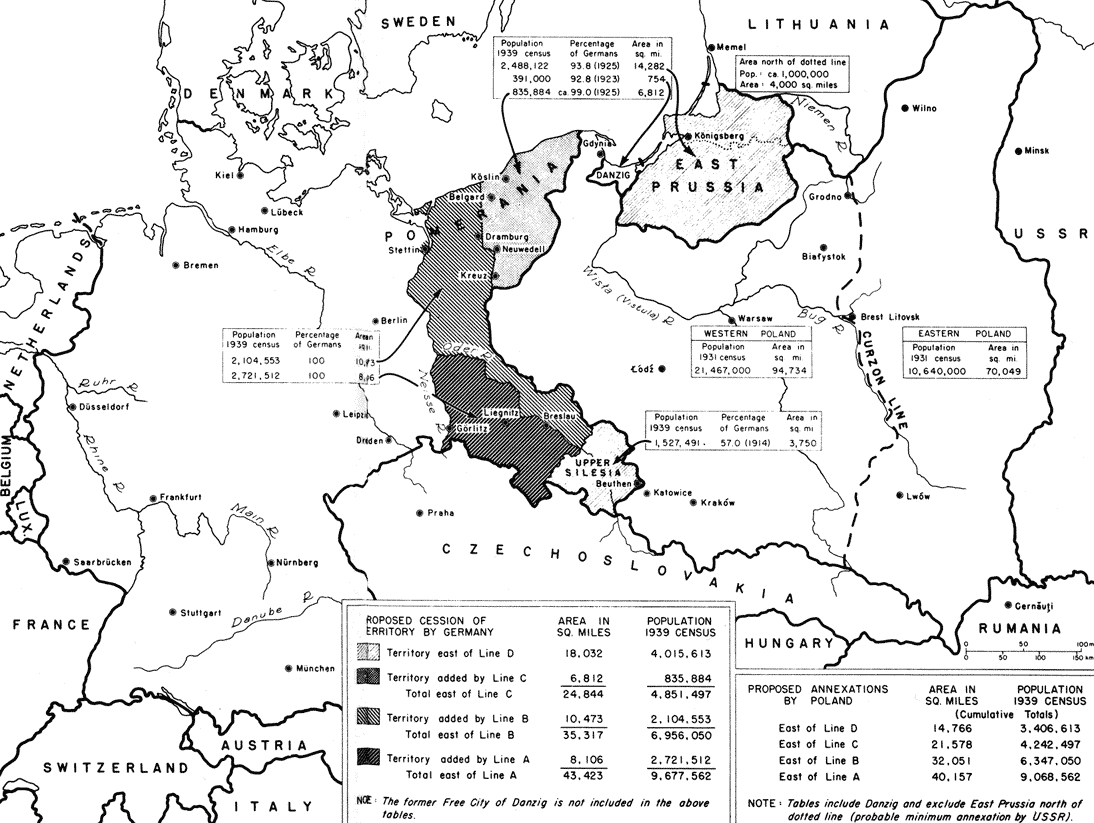
Befolkningskarta som drogs upp av det amerikanska utrikesdepartementet den 10 januari 1945. "Germany - Poland Proposed Territorial Changes", "Secret". Den användes bl.a. vid Jalta- och Potsdamkonferenserna där annektering och befolkningsfördrivning avhandlades.

Under Potsdamkonferensen noterades i artikel XIII av Potsdamöverenskommelsen i augusti 1945 att ”the transfer to Germany of German populations […] in Poland, Czechoslovakia and Hungary will have to be undertaken”. Ungern som varit en tysk allierad och i vilket ingen fördrivning ännu skett motsatte sig de allierades beslut, men tvingades ge med sig efter påtryckningar från Sovjetunionen och det allierade kontrollrådet.

## Polska och tjeckiska planer
Redan under kriget hade polska och tjeckiska regeringen lagt fram förslag för annektering av territorium, och etnisk rensning. Den tjeckiske ministern Eduard Beneš var den förste som under kriget propagerade för etnisk rensning, specifikt av de mer än 3 miljoner tyskar som utgjorde majoriteten i Sudetlandet.
Atlantdeklarationen från 1941 som slog fast rätten till självbestämmande gjorde den polska exilregeringen nervös. Den polska regeringen skrev till Władysław Sikorski att om deklarationen implementerades vad gäller nationellt självbestämmande så skulle den önskade polska annekteringen av Danzig, Ostpreussen och delar av Schlesien vara omöjliga, vilket ledde till att polackerna bad Storbritannien om en flexibel tolkning av deklarationen.

## Tyskland inom 1937 års gränser

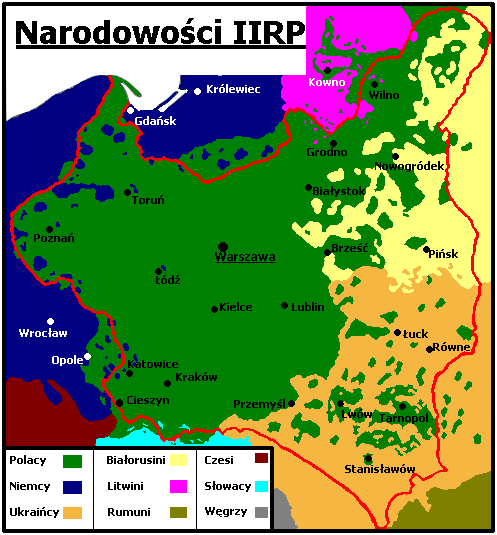
Majoritetsbefolkningar i och kring Polen innan kriget

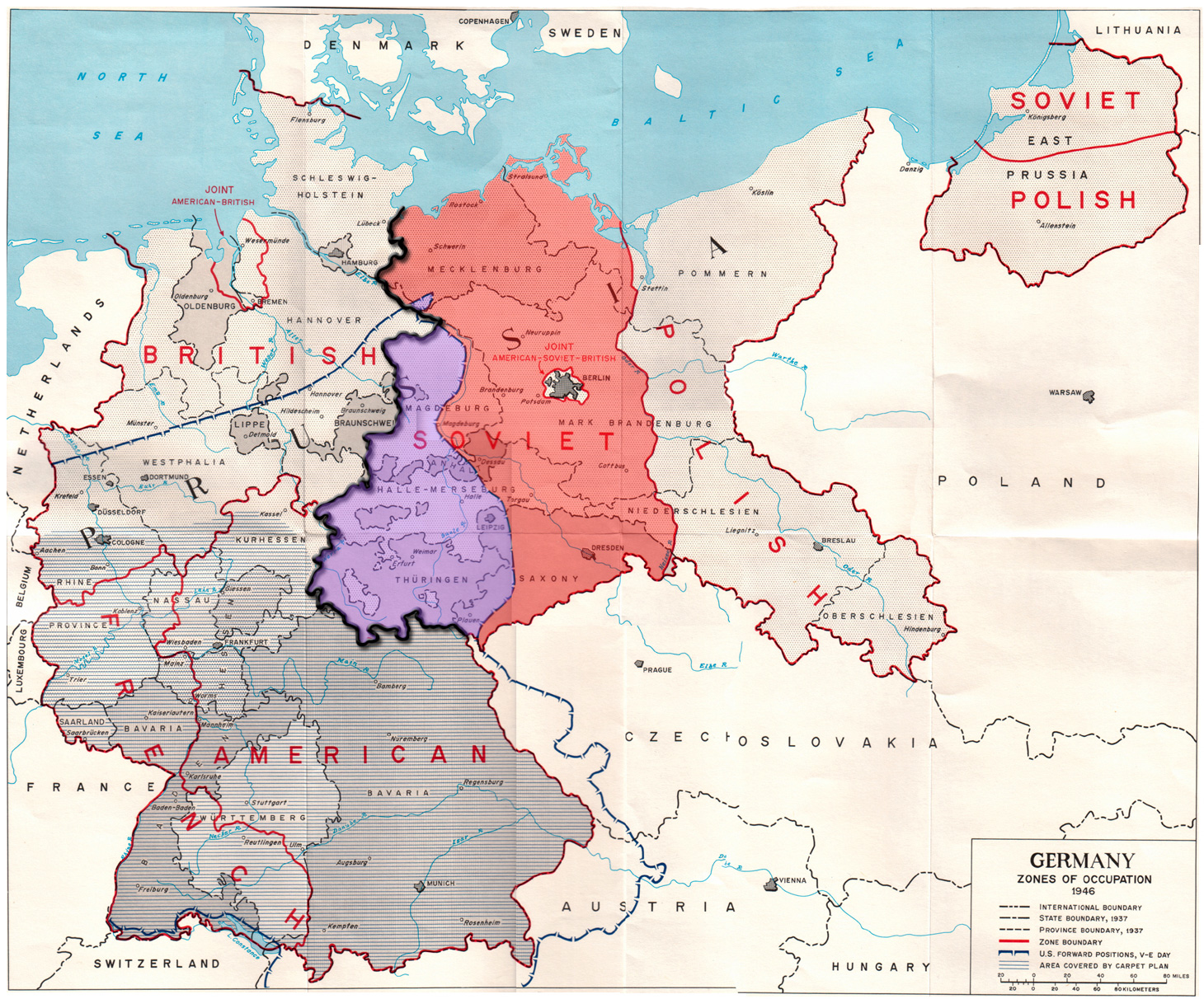
Ockupationszoner i ockuperade Tyskland 1946, med 1937 års gränser. De områden som de allierade annekterat är de i öster. Den inkluderar även de områden varifrån amerikanska trupper drog sig tillbaka från sommaren 1945.

I fredsavtalet vid Potsdamöverenskommelsen fick Polen sitt territorium reducerat med de östra regionerna som togs över av Sovjetunionen, men tilldelades istället nytt territorium i väster och norr som togs över från Tyskland. De territoriella förändringarna fick som följd en folkomflyttning västerut av polacker från det tidigare östra Polen, samtidigt som den tyska befolkningen fördrevs från Polens nya västra regioner. De områden som förlorades av Polen till Sovjetunionen hade till stor del erövrats av Polen på 1920-talet under Polsk-sovjetiska kriget 1919–1921 och hade till övervägande del ukrainsk och vitrysk befolkning, samt uppemot fyra miljoner polacker. Fram till 1950 hade 2,1 miljoner av dessa polacker bosatt sig i de före detta tyska områdena inom 1937 års tyska gränser, där upp till tio miljoner tyskar hade bott före fördrivningen västerut under åren 1944–1950.

## Metod

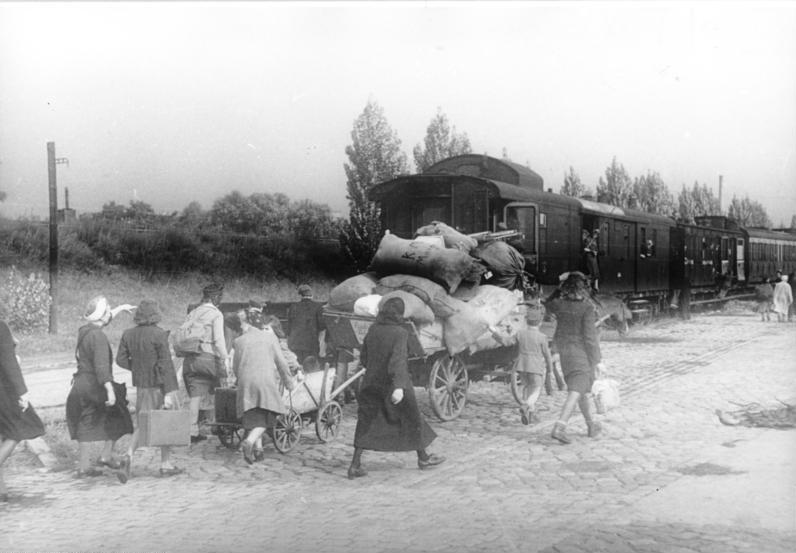
Fördrivna anländer till Berlin, 1946

Fördrivningen skedde på flera olika vis. Flera miljoner flydde undan den anstormande röda armen, och förhindrades därefter att återvända av polska och sovjetiska trupper. De som lyckades ta sig tillbaka blev, tillsammans med de miljoner som stannat kvar, under en period av flera år, fördrivna, ofta i resor på flera dagar i öppna tågvagnar utan mat och skydd.
I Polen användes även metoden att uppmuntra den tyska ursprungsbefolkningen att självmant flytta då den nya polska regeringen var angelägen om att tillse att den nya temporära gränsen i väster skulle bli permanent. (Var den slutliga gränsen skulle dras var inte beslutat i Potsdamkonferensen.) För att säkerställa att återföring av territoriet till Tyskland skulle vara omöjligt beordrades fördrivning av tyskarna med alla till buds stående medel. Som konsekvens av detta blev tyska kvinnor i stort sett helt ställda utan skydd från polska våldtäktsmän. Till och med de sovjetiska styrkorna blev chockade av polackernas beteende. Enligt en sovjetisk underrättelserapport var de polska soldaternas attityd till tyska kvinnor att de var alla krigsbyte; ”Even the Soviets expressed shock at the Poles’ behavior. Polish soldiers, stated one report, ’relate to German women as to free booty’.”